# Jana Fett
Jana Fett (Zagreb, 2. studenog 1996.), hrvatska je tenisačica. 
Osvojila je 7 ITF turnira u pojedinačnoj i 5 u konkurenciji parova.
Najveći uspjeh ostvarila je plasmanom u završnicu juniorskog Australian Opena, gdje je izgubila od Ruskinje Elizavete Kuličkove.
Za iznimne uspjehe u juniorskom tenisu dobila je 2013. nagradu Umaške teniske akademije.
Do 2018. trenirao ju je Goran Prpić, nakon čega za trenera uzima Dina Marcana.
Najbolji WTA plasman ostvarila je krajem listopada 2017. i iznosio je 97. mjesto.
Rođena je u Zagrebu, a u Vrbovcu je živjela do završetka osnovne škole. Pohađala je dopisnu školu.